# 墨爾本 (澳大利亞國會選區)
墨爾本選區（英語：Division of Melbourne），是澳大利亞維多利亞州的下議院選區，位於該州首府墨爾本市中心。面積53平方公里。
選區始於1900年，是原始的七十五個國會選區之一。除了1900年和2010年以外都是工黨的根據地。2010年大選，澳大利亞綠黨首次在本區取得議席。當選者是亞當·賓德。